# Campagne de Tullahoma
Batailles
Campagne de Tullahoma
- Dover
- Thompson's Station
- Vaught's Hill
- Brentwood
- 1re Franklin
- Hoover's Gap
- Liberty Gap

La Campagne de Tullahoma (Tullahoma Campaign en anglais, également appelée Middle Tennessee Campaign) est une série de manœuvres militaires et de combats entre l'armée de l'Union et l'armée des États confédérés, au début de l'année 1863, sur le théâtre occidental de la guerre de Sécession.

## Contexte historique
L'année 1862 marque un tournant dans la Guerre de Sécession dans le Tennessee, l'Armée confédérée perdant l'initiative sur le théâtre de l'Ouest. Nashville est prise au début de l'année 1862 à la suite d'une percée menée par Grant, et les armées de l'Union ont un pied dans le Tennessee. Le Mississippi voisin risque d'être pris par les armées fédérales et la Confédération coupée en deux. L'offensive de Braxton Bragg dans le Kentucky voisin échoue en octobre 1862 à la bataille de Perryville.
Le général sudiste Braxton Bragg qui commande l'Armée du Tennessee se porte à la rencontre de l'Armée du Cumberland de William Starke Rosecrans qui avance depuis Nashville. L'objectif principal étant d'arrêter la progression des armées de l'Union, et éviter une percée de Grant vers la Géorgie, absolument vitale à la Confédération. La Bataille de la Stones River a lieu du 31 décembre 1862 au 2 janvier 1863 au sud-est de Nashville.
Bragg et ses 45 000 hommes attaquent les 60 000 nordistes de Rosecrans à l'ouest de Murfreesboro, et les prennent totalement au dépourvu. Si Bragg réussit dans les premières heures à bousculer l'armée de Rosecrans, son offensive est finalement stoppée. Cette bataille fait environ 23 000 morts, et si Bragg ne réussit pas à percer le front  Unioniste, il arrête néanmoins l'avancée des troupes du Nord.
Au début de l'année 1863, le conflit dans le Tennessee marque donc un temps d'arrêt, conséquence de cette Bataille de la Stones River. Mais de nombreux petits affrontements ont lieu, principalement de courts raids de reconnaissance, qui composent la Campagne de Tullahoma, pendant que les armées du Nord renforcent leur position dans le Tennessee en prévision d'une offensive majeure vers la Georgie.

## Bataille de Dover (1863)
La bataille de Dover est une bataille de la guerre de Sécession, qui a lieu le 3 février 1863 dans le comté de Stewart, au Tennessee.
À la fin de janvier 1863, le major-général confédéré Joseph Wheeler, commandant deux brigades de cavalerie, reçoit l'ordre de prendre position sur la Cumberland River à Palmyra, pour perturber la navigation nordiste. Mais les fédéraux, informés des intentions de Wheeler, s'abstiennent d'envoyer des bateaux en amont ou en aval. Il lui est impossible de perturber une navigation inexistante, et Wheeler réalise qu'il ne peut rester indéfiniment dans la région. Il décide donc d'attaquer la garnison de Dover, car des informateurs lui assurent qu'elle est peu nombreuse et qu'il pourra facilement la déborder. Les confédérés se dirigent donc sur Dover, et lancent leur attaque le 3 février, en début d'après midi.
La garnison fédérale de 800 hommes, sous le commandement du colonel A.C. Harding, avait fortifié sa position en creusant des tranchées et en disposant des emplacements de batterie. Les Confédérés lancent une attaque déterminée, avec l'appui de tirs d'artillerie d'une grande habileté, mais sont repoussés avec de lourdes pertes. Au crépuscule, les deux camps n'ont pratiquement plus de munitions. Joseph Wheeler étudie soigneusement les défenses de ses adversaires et en conclut que la position est trop bien placée et défendue pour être capturée. Wheeler est forcé à faire retraite; les soldats de l'union tentent de le poursuivre, mais en vain.
Les Confédérés n'ont pas réussi à perturber la navigation sur la rivière Cumberland, ou à capturer la garnison de Dover. Cet échec confédéré laisse le contrôle du Tennessee aux mains de l'Union, et le brigadier-général Nathan Bedford Forrest dénonce amèrement Wheeler, un favori du général Braxton Bragg, en affirmant qu'il ne servira plus sous ses ordres.

## Bataille de Thompson's Station
La bataille de Thompson's Station se produit le 5 mars 1863 dans le comté de Williamson, dans le Tennessee.
Dans une période de relative inactivité qui fait suite à la bataille de la Stones River, une brigade renforcée d'infanterie de l'Union, conduite par le colonel John Coburn, quitte la ville de Franklin pour effectuer une reconnaissance au sud, en direction de Columbia. À quatre miles de Spring Hill, Coburn attaque avec son aile droite une armée confédérée composée de deux régiments, mais il est repoussé. Le major-général Earl Van Dorn prend alors l'initiative. Le brigadier-général W.H. « Rouge » Jackson et sa 2e Division lancent une attaque frontale, pendant que la division du brigadier-général Nathan Bedford Forrest tente une manœuvre de contournement sur le flanc gauche de Coburn.
Après trois tentatives, marquées par des durs combats, Jackson pousse finalement les fédéraux au sommet d'une colline, pendant que Forrest capture les wagons de train de Coburn et bloque la route vers Colombia. À bout de munitions et encerclé, Coburn finit par se rendre avec tous ses officiers, à deux exceptions. L'influence de l'Union sur le Middle Tennessee diminue pendant quelque temps.

## Bataille de Vaught's Hill
La Bataille de Vaught's Hill se déroule le 20 mars 1863 dans le comté de Rutherford, dans le Tennessee.
La région est encore dans la période de calme relatif qui suit la récente bataille de la Stones River. Une troupe de reconnaissance de la taille d'une brigade, commandée par le colonel Albert S. Hall, quitte Murfreesboro le 18 mars. Effectuant une boucle en direction du nord-est, Hall rencontre la cavalerie confédérée du brigadier-général John Hunt Morgan qui l'oblige à se replier sur une position à l'est de Milton. Poursuivant Hall, les hommes de Morgan le rattrapent le 20 mars au matin, à Vaught's Hill. Démontant, les troupes de Morgan attaquent simultanément les deux flancs de la troupe fédérale, au point même de l'encercler complètement sur une hauteur. Hall met en place un périmètre défensif et parvient à résister à toutes les attaques confédérées, qui continuent un peu au-delà de deux heures de l'après-midi. Morgan poursuit le bombardement des Yankees jusqu'à quatre heures et demie de l'après-midi, mais doit rompre l'engagement après avoir appris que des renforts de l'Union font route depuis Murfreesboro. Les forces de l'Union continuent de renforcer doucement leur position sur le Middle Tennessee.

## Bataille de Brentwood
La Bataille de Brentwood a lieu le 25 mars 1863 dans le comté de Williamson (Tennessee).
Avec 400 hommes, le lieutenant-colonel Edward Bloodgood, de l'Union, tenait Brentwood, une gare ferroviaire de la Decatur & Nashville Railroad. Dans la matinée du 25 mars 1863, le brigadier-général Nathan Bedford Forrest et une puissante colonne de l'armée confédérée s'approchent des environs de la ville. La veille, Forrest avait ordonné au colonel JW Starnes, commandant la 2e brigade de couper les fils du télégraphe, arracher la voie ferrée, de couper toute retraite aux nordistes et d'attaquer la palissade qui protège la position de Bloodgood.
Forrest et la seconde brigade de cavalerie arrivent à Brentwood aux environs de 7h00. Un messager de la palissade informe Bloodgood que les confédérés sont sur le point d'attaquer et qu'ils ont déjà détruit une partie de la voie ferrée. Bloodgood tente de prévenir ses supérieurs, mais découvre que les lignes télégraphiques ont été coupées. Forrest propose à Bloodgood et ses hommes de se rendre, mais ils refusent. Néanmoins, en moins d'une demi-heure, les confédérés encerclent totalement la ville et mettent en place leur artillerie pour bombarder Brentwood, et Bloodgood décide de se rendre. Forrest et ses hommes causent beaucoup de dégâts dans la région au cours de cette expédition, et la perte de Brentwood et de la voie ferrée déstabilisent la logistique de l'armée de l'Union.

## Première bataille de Franklin
La première bataille de Franklin a lieu le 10 avril 1863 dans le comté de Williamson.
En avril 1863, le major-général Earl Van Dorn, de la cavalerie confédérée, mène une reconnaissance en force de Franklin, avançant en direction du nord depuis Spring Hill. Le 10 mai, la troupe de Van Dorn entre en contact avec les tirailleurs de l'Union du major-général Gordon Granger, à l'extérieur de la ville de Franklin. L'attaque confédéré est si timide que lorsque Granger reçoit un rapport erroné signalant une attaque sur Brentwood, au nord, il pense qu'il subit une manœuvre de diversion et envoie la majeure partie de sa cavalerie en direction du nord. Quand Granger réalise qu'il n'y a aucune troupe confédérée attaquant Brentwood, il se décide à contre-d'attaquer Van Dorn, mais il apprend avec surprise qu'un de ses subordonnés l'a devancé, sans ordres.
Le brigadier-général David S. Stanley, avec une brigade du IVe Régiment de cavalerie, avait déjà traversé la Harpeth River à Hughes's Ford, à l'arrière droit de la troupe confédérée. Stanley attaque et capture la batterie d'artillerie des Hommes Libres du Tennessee, sur la route Lewisburg, mais la perd lors de la contre-attaque de Forrest. Cet incident sur son arrière pousse Van Dorn à annuler ses opérations et à se retirer à Spring Hill, laissant à l'armée fédérale le contrôle de la zone.

## La ligne de front fortifiée confédérée
Sur le flanc droit confédéré, des détachements d'infanterie et d'artillerie surveillent les cols étroits de Liberty, Hoover's gap, et Bellbuckle.

## Bataille de Hoover's Gap
La Bataille de Hoover's Gap est le principal affrontement de la campagne de Tullahoma. À la suite de la bataille de la Stones River, le major-général William S. Rosecrans, commandant l'armée du Cumberland de l'Union, garde sa position sur Murfreesboro (Tennessee) depuis plus de cinq mois. Dans un effort visant à bloquer la progression de l'Union, le général confédéré Braxton Bragg, commandant l'armée du Tennessee (Confédérée), a établi une ligne fortifiée le long de la Duck, de Shelbyville à Wartrace. Jusqu'ici, les affrontements se sont restreints à des escarmouches entre unités de reconnaissance et postes avancés, et à quelques courts raids exploratoires. Mais les supérieurs de Rosecrans, craignant que Bragg détache un grand nombre d'hommes pour aider à briser le siège de Vicksburg, lui conseillent d'attaquer les positions confédérés.
Le 23 juin 1863, Rosecrans déploie ses forces pour simuler une attaque sur Shelbyville tout en massant ses forces contre le flanc droit de Bragg. Le 24 juin, les troupes du major-général George H. Thomas forcent le passage de Hoover's Gap, en repoussant sur le côté le IIIe Régiment de Cavalerie du Kentucky du colonel confédéré J. Russell Butler. En reculant, cette unité se heurte aux brigades des brigadiers-généraux Bushrod R. Johnson et William B. Bate, de la Division d'Alexander P. Stewart appartenant au Corps d'armée commandé par William J. Hardee de l'Armée du Tennessee (Union), qui marchent à la rencontre de Thomas et ses hommes.
Les combats se poursuivent dans le col jusqu'au 26 juin à midi, quand Stewart, le commandant de la division confédérée, envoie un message à Johnson et Bate déclarant qu'il se replie et qu'ils devraient faire pareil. Bien que ralenti par la pluie, Rosecrans poursuit son avancée, forçant Bragg à battre en retraite de sa ligne de défense, et de reculer jusqu'à Tullahoma. Rosecrans envoie une colonne en avant pour frapper la voie ferrée sur l'arrière de Bragg. C'est à la brigade de Wilder Lightning qu'revient cette tache, celui-là même qui avait dirigé la poussée à Hoover's Gap le 24 juin. Arrivant trop tard pour détruire le pont ferroviaire sur l'Elk, il détruit la voie ferrée aux alentours de Decherd. En conséquence, Bragg est contraint d'évacué ses forces du Middle Tennessee.
Hoover's Gap est indubitablement une victoire de l'Union sur le champ de bataille, et la Campagne de Tullahoma, une avancée stratégique. Bragg doit se retirer vers la ville de Chattanooga (Tennessee), et poursuit ses manœuvres au cours de la Campagne de Chickamauga.